# Ленка-Жабецька
Ленка-Жабецька (пол. Łęka Żabiecka) — село в Польщі, у гміні Щуцин Домбровського повіту Малопольського воєводства.
Населення — 114 осіб (2011).
У 1975-1998 роках село належало до Тарновського воєводства.

## Демографія
Демографічна структура станом на 31 березня 2011 року:
|          | Загалом | Допрацездатний вік | Працездатний вік | Постпрацездатний вік |
| -------- | ------- | ------------------ | ---------------- | -------------------- |
| Чоловіки | 53      | 9                  | 34               | 10                   |
| Жінки    | 61      | 12                 | 35               | 14                   |
| Разом    | 114     | 21                 | 69               | 24                   |